# Łąkcica
Łąkcica – część wsi Krościenko nad Dunajcem w Polsce, położona w województwie małopolskim, w powiecie nowotarskim, w gminie Krościenko nad Dunajcem. Znajduje się na terenie sołectwa Krościenko-Centrum przy granicy z gminą Ochotnica Dolna.
W latach 1975–1998 Łąkcica administracyjnie należała do województwa nowosądeckiego.

## Historia
Łąkcica była wzmiankowana w 1636 r. jako grunt (pod nazwą Lakczica) użytkowany przez mieszczan krościeńskich. W 1893 r. w Łąkcicy znajdowało się 10 domów a liczba ludności wynosiła 56 osób, co czyniło z Łąkcicy jeden z najludniejszych krościeńskich przysiółków w tamtym okresie.

## Związani z Łąkcicą
Z Łąkcicy pochodziła krościeńska poetka ludowa Helena Wolska.